# Детские деревни SOS (Россия)
"Детские деревни SOS" — российская благотворительная организация, которая с 1994 года занимается комплексным решением проблемы сиротства в России.

## Общие сведения
По состоянию на 2024 г. организация «Детские деревни SOS» работает в 12 регионах России: Москве и Московской области, Санкт-Петербурге и Ленинградской области, в Новгородской, Псковской, Орловской, Вологодской и Мурманской областях, в Республике Татарстан, а также в содружестве с местными профессиональными сообществами и «контактными» (волонтёрскими) семьями в г. Свободный Амурской области и Ульяновской области.

## Историческая справка
Российская благотворительная организация «Детские деревни SOS» появилась в 1994 году благодаря журналистке «Комсомольской правды» Елене Сергеевне Брусковой. Елена Сергеевна познакомилась с этой моделью в Австрии в 1980-х. Она была потрясена тем, насколько условия отличаются от атмосферы и уклада в интернатных учреждениях, и добилась одобрения властей на создание «Детских деревень SOS».
В 2024 году благотворительная организация «Детские деревни SOS» отмечает свой юбилей – 30 лет. Празднование юбилея в 2024 году совпало с объявленным в России Годом семьи.
Всё это время организация территориально расширяла свою деятельность, развивались программные направления – от альтернативной семейной опеки до профилактики социального сиротства, от работы с молодёжью до защиты прав и интересов детей. За 30 лет работы более 20 000 кровных семей вышли из кризиса и стали самодостаточными в области заботы о детях, а более 29 000 детей не лишились заботы кровных семей, обрели любящие семьи и безопасность. Более 500 детей из различных форм опеки вышли во взрослую самостоятельную жизнь подготовленными молодыми людьми.
Важные события:
1994. Основание благотворительной организации «Детские деревни SOS»
1996. Детская деревня SOS в подмосковном Томилино приняла первого ребёнка.
1998. Детская деревня SOS появилась в деревне Лаврово Орловской области.
2000. Первые дети пришли в Детскую деревню SOS Пушкин, что под Санкт-Петербургом.
2003. Открыла двери самая северная в мире Детская деревня SOS Кандалакша в Мурманской области.
2004. Открылся Дом молодёжи SOS в Санкт-Петербурге.
2005. Заработал Социальный центр SOS Мурманск.
2006. Заработали Программы профилактики социального сиротства и укрепления семьи в Мурманской области.
2007. Заработали Программы профилактики социального сиротства и укрепления семьи в Санкт-Петербурге.
2008. Заработали Программы профилактики социального сиротства и укрепления семьи в Вологодской и Псковской областях.
2010. Детская деревня SOS Псков приняла первых детей, а также заработали образовательные программы организации «Детские деревни SOS» и программы содействия реализации прав детей — выпускников интернатных учреждений.
2011. В Детскую деревню SOS в Вологде пришёл первый ребёнок.
2012. Модель Детской деревни SOS взята за основу реформирования детских домов в рамках Национальной стратегии действий в интересах детей на 2012-2017 годы, утверждённой Указом Президента РФ № 761.
2013. Начало работы акции «Прямой диалог»: информационные представители организации знакомят в общественных местах жителей страны с работой «Детских деревень SOS» и предлагают оформить пожертвования. За это время более 100 тысяч частных благотворителей поддержали организацию пожертвованиями и внесли свой вклад в помощь детям и семьям.
2015. Элементы Детской деревни SOS легли в основу Постановления Правительства РФ № 481 «О деятельности организаций для детей-сирот и детей, оставшихся без попечения родителей, и об устройстве в них детей, оставшихся без попечения родителей».
2016. Заработали Программы профилактики социального сиротства и укрепления семьи в Москве, Орловской и Московской областях.
2017. Заработала Программа профилактики социального сиротства и укрепления семьи в Казани, Республика Татарстан. Заработал проект «SOSеди» по развитию местных сообществ и помощи ресурсных волонтёрских семей семьям в кризисе (прим. проект «SOSеди» являются частью направления профилактики социального сиротства и укрепления семьи).
2019. Прошла благотворительная кампания «Право на семью» со сбором пожертвования среди корпоративных партнёров на системную помощь детям и семьям.
2020. Заработала Программа профилактики социального сиротства и укрепления семьи в Великом Новгороде. Прошла благотворительная акция в период пандемии COVID-19 «Добру нельзя на карантин» со сбором средств на программы помощи детям и семьям.
2021. Прошла просветительская кампания «Говорящие предметы» против жестокого обращения с детьми и домашнего насилия. Создание коалиции некоммерческих организаций «Семья с рождения», цель которой – создать условия для жизни каждого ребёнка в семье и ввести запрет на помещение детей 0-4 лет в сиротские учреждения.
2022. Коалиция «Семья с рождения» провела пресс-конференцию в РИА Новости и объявила о своём создании. В городе Свободный Амурской области начата работа по профилактике социального сиротства и укреплению семьи через местные сообщества и «контактные» волонтёрские семьи. Принято решение о создании Целевого капитала имени Елены Сергеевны Брусковой, в 2023 году начинается активная работа по привлечению пожертвований на работу Академии SOS. С декабря 2022 по январь 2023 проводится благотворительная акция «Оливье добра» со сбором пожертвований на программы помощи детям и семьям.
2023. Проводится федеральная просветительская кампания «Самое главное слово», приуроченная к Дню матери в России. Реализуется проект «SOSстояние безопасности» по созданию сети профессионалов для помощи людям с комплексной психотравмой.
2024. Благотворительная организация «Детские деревни SOS» отмечает юбилей – 30 лет со дня основания. В Ульяновской области ведётся работа по профилактике социального сиротства и укреплению семьи через местные сообщества и «контактные» волонтёрские семьи. Исполнительный директор Николай Слабжанин стал лауреатом Государственной премии Российской Федерации за выдающиеся достижения в области благотворительной деятельности за 2023 год.

## Программы помощи детям и семьям
«Детские деревни SOS» помогают:
- Семьям, попавшим в кризисную ситуацию, в которых дети могут лишиться родительской опеки. Психологи, юристы, специалисты по социальной работе работают с семьёй и помогают родителям заботиться о детях и предотвратить распад семьи.
- Детям-сиротам и детям, оставшимся без попечения родителей, которые живут и воспитываются в приёмных семьях, проживающих на территории Детских деревень SOS и в своём жилье.
- Молодым людям из различных форм опеки, вступающим в самостоятельную жизнь. [9]

Видение «Детских деревень SOS»:
Каждый ребёнок должен расти в любящей семье в атмосфере доверия, заботы, уважения и безопасности.
Комплексная работа с проблемой социального сиротства ведется по нескольким программным направлениям:
- Профилактика социального сиротства и укрепление семьи[11][12]
- Альтернативная (семейная) опека (поддержка приёмных семей, проживающих вместе с детьми в шести Детских деревнях SOS и в своём жилье)
- Работа с молодёжью
- Защита прав и интересов детей

### Программы помощи кровным семьям с детьми, попавшим в кризисную ситуацию

Одна из семей, находящихся на сопровождении программ профилактики социального сиротства и укрепления семьи.

Одно из основных направлений деятельности «Детских деревень SOS» – профилактика социального сиротства и укрепление семьи. Сегодня организация работает уже в 12 регионах России. Данные программы помогают семьям, в которых дети могут лишиться родительской опеки. Психологи, специалисты по социальной работе, юристы ведут комплексную работу с семьями, развивая способность родителей воспитывать и защищать своих детей. Помогая взрослым по крупицам восстановить их разрушенные жизни, они возвращают детям детство, любящий дом с родителями и чувство защищённости.  
В среднем в течение года «Детские деревни SOS» сопровождают 2 000 семей, которые воспитывают более 3 000 детей от 0 до 18 лет. За время работы программ профилактики социального сиротства и укрепления семьи организации удалось поддержать более 20 000 семей, в которых воспитывается более 29 000 детей, сохранив семью для этих детей. Более 90% семей с помощью программ помощи преодолевают кризис и становятся самодостаточными в вопросах заботы и защиты своих детей.

### Программы поддержки приёмных семей

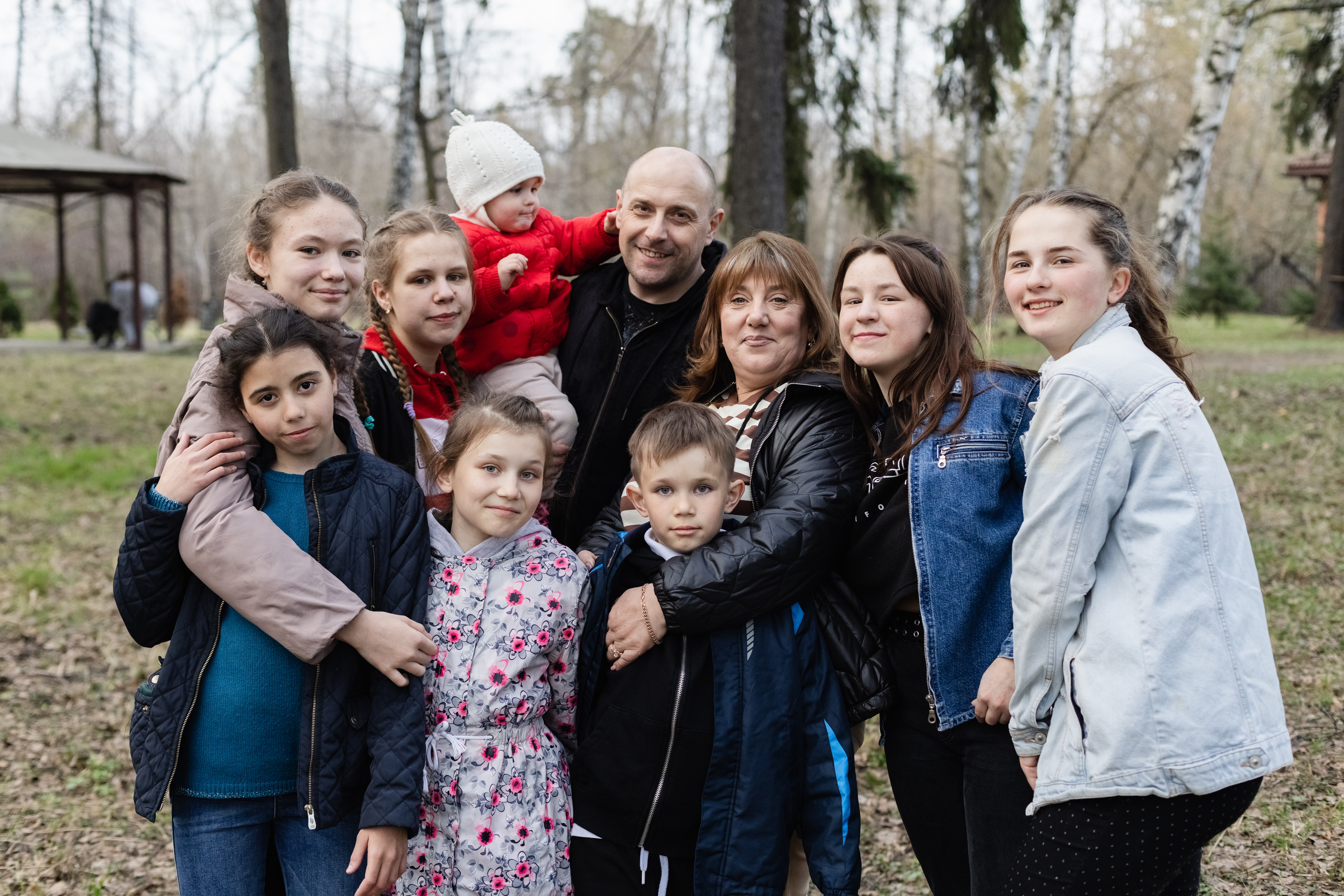
Приёмная семья, находящаяся на сопровождении в Детской деревне SOS Томилино. В 2021 году Детской деревне SOS Томилино исполнилось 25 лет.

Это историческое направление деятельности – альтернативная семейная опека. В зависимости от региона направление может в себя включать поддержку SOS и приёмных семей, проживающих в Детских деревнях SOS, интегрированных приёмных семей – семей из внешнего сообщества, проживающих в жилье, предоставленном организацией, а также приёмных семей, проживающих в своём жилье. При необходимости и возможности организация также обеспечивает краткосрочное размещение детей в приёмные семьи.
Альтернативная опека «Детских деревень SOS» – это семейная модель долгосрочного воспитания детей-сирот и детей, оставшихся без попечения родителей. Здесь стараются вернуть ребёнку то, что отняла у него судьба, что необходимо для его полноценного развития.
Детская деревня SOS – это сообщество приёмных семей. Всего в России таких Детских деревень SOS шесть. В каждой Детской деревне SOS живут по 10-15 семей. В них приёмные профессиональные замещающие родители и SOS-мамы воспитывают 5–8 детей-сирот и ребят, оставшихся без попечения родителей, разного возраста. Приёмные родители создают в доме индивидуальный быт и уют, свои правила и традиции. У каждого ребёнка есть личное пространство, свои вещи и игрушки. Дети ходят в обычные школы и детские сады, заводят друзей, растут и развиваются в заботливом семейном окружении, готовясь к будущей самостоятельной жизни. Особое внимание уделяется поддержанию связи детей с кровными близкими.

### Работа с молодёжью
Программы по работе с молодёжью – специалисты организации помогают подросткам и молодым людям из различных форм опеки становиться самостоятельными, а их родителям (приёмным и кровным) – проявлять гибкость и мудрость в период взросления старших ребят и выхода совершеннолетних во взрослую жизнь. Они учитывают специфику динамичного подросткового возраста и разделены на 2 программы: для подростков 12-16 лет и для молодых людей 16-18 лет.

### Защита прав и интересов детей, работа с государством
Специалисты организации «Детские деревни SOS» повышают информированность общества и местных сообществ о правах детей, а также обучают детей, сотрудников и родителей из категории благополучателей противодействию жестокому обращению с детьми.
«Детские деревни SOS» также продвигают и инициируют законодательные инициативы в области защиты прав и интересов детей. Эта работа активно ведётся в рамках коалиции «Семья с рождения». В 2021 году «Детские деревни SOS» объединились с другими социально ориентированными НКО и общественностью и создали эту коалицию. Участники коалиции готовы вкладывать свой опыт, ресурсы и профессионализм, чтобы вместе с государством обеспечить каждому ребёнку возможность от 0–4 лет жить в семье и не попадать в систему институциональной опеки. Коалиция «Семья с рождения» работает и на уровне людей, принимающих государственные решения, и на уровне общественного мнения, чтобы как можно больше людей в нашей стране понимали, почему малышам до четырёх лет критически важно расти рядом со значимым взрослым.
На июль 2024 г. в проект «Семья с рождения», который запущен при поддержке Уполномоченного при Президенте Российской Федерации по правам ребёнка Марии Алексеевны Львовой-Беловой, включились уже 14 регионов. Проект включает в себя несколько направлений работы: формирование в регионах служб «Дети в семье», перепрофилирование домов ребёнка, поддержка родителей, профилактика отказов от детей раннего возраста, ранняя помощь, межведомственное и межсекторное взаимодействие.
В 2012 году модель Детской деревни SOS взята за основу реформирования детских домов в рамках Национальной стратегии действий в интересах детей на 2012-2017 годы, утверждённой Приказом Президента РФ № 761. В Национальной стратегии действий в интересах детей в качестве одной из мер защиты детей без попечения родителей указано «…продолжение реформирования учреждений для детей-сирот и детей, оставшихся без попечения родителей, путем… создания новых современных детских домов… в форме детской деревни с учетом международных норм и современных методов развития, воспитания, реабилитации детей-сирот и детей, оставшихся без попечения родителей, при активном участии волонтеров и некоммерческих организаций».
В 2015 году элементы модели Детской деревни SOS легли в основу Постановления Правительства РФ от 24.05.2014 № 481 «О деятельности организаций для детей-сирот и детей, оставшихся без попечения родителей, и об устройстве в них детей, оставшихся без попечения родителей».
Также в просветительских целях населения по противодействию жестокому обращению с детьми дома и в учебных учреждениях благотворительная организация «Детские деревни SOS» проводит социальные кампании: в 2020 году #SOS_против_буллинга и в 2021 году «Говорящие предметы».

## Регионы деятельности
В шести регионах страны находятся Детские деревни SOS – сообщества приёмных семей, которые воспитывают и заботятся о детях-сиротах и детях, оставшихся без опеки кровных близких: Томилино (Московская область), Пушкин (г. Санкт-Петербург), Лаврово (Орловская область), Кандалакша (Мурманская область), Вологда и Псков.
В Санкт-Петербурге также расположен Молодёжный центр SOS, где проживают молодые люди, вышедшие из-под опеки приёмной семьи, а педагоги-наставники помогают им подготовиться к самостоятельной взрослой жизни. Работа с молодёжью также ведётся и в остальных пяти регионах присутствия Детских деревень SOS.
В 12 регионах страны организация помогает кровным семьям с детьми, попавшим в трудную жизненную ситуацию. В 10 регионах в социальных центрах и отделениях программ профилактики социального сиротства и укрепления семьи поддержку специалистов обретают кровные семьи с детьми. Детские деревни SOS помогают семьям из Москвы и Московской области, Санкт-Петербурга и Ленинградской области, Орловской, Мурманской, Вологодской, Псковской и Новгородской областей, работают в Республике Татарстан.
В 3-х регионах расположены социальные центры организации:
- Социальный центр SOS Мурманск (помощь семьям в кризисе и обучение специалистов технологиям работы с семьями);
- Социальный центр SOS Казань (помощь семьям в кризисе);
- Социальный центр SOS Орёл (помощь семьям в кризисе и работа с молодёжью).

Детские деревни SOS также работают в содружестве с местными профессиональными сообществами и «контактными» (волонтёрскими) семьями в г. Свободный Амурской области и в Ульяновской области.

## Финансирование
Благотворительная организация «Детские деревни SOS» бесплатно помогает детям, молодым людям, вступающим во взрослую самостоятельную жизнь, и семьям в кризисе.
Эта работа возможна благодаря пожертвованиям неравнодушных людей и социально ответственных компаний.  
Финансирование организации – полностью российское: часть проектов реализуются на грантовые и бюджетные средства, а в целом более 85% бюджета составляют пожертвования от частных и корпоративных благотворителей России. Финансовые данные представлены на сайте «Детских деревень SOS» в разделе «Отчеты».
По данным на 2024 год, организацию поддерживают более 60 000 частных благотворителей, более 30 000 из них помогают ежемесячными пожертвованиями.
Большая часть частных благотворителей узнают о работе организации благодаря акции «Прямой диалог». Задачи акции – информирование граждан о важности семьи для каждого ребёнка, деятельности «Детских деревень SOS» и вовлечение людей в благотворительную деятельность в форме финансовой поддержки ежемесячными безналичными благотворительными пожертвованиями. Представители «Детских деревень SOS» (фандрайзеры) общаются с совершеннолетними людьми на различных мероприятиях, в торговых и бизнес-центрах и информируют их о деятельности организации, предлагая в конце беседы оформить ежемесячное благотворительное пожертвование с помощью банковской карты на сайте организации sos-dd.ru.
В рамках акции не принимаются пожертвования наличными денежными средствами, все собранные средства аккумулируются на счёте юридического лица благотворительной организации «Детские деревни SOS» (РК «Детские деревни – SOS») и далее направляются на поддержание действующих программ в соответствии с утверждённым бюджетом организации. Представитель одет в брендированную одежду, имеет при себе бейдж с ФИО и уникальным ID (по ним можно проверить представителя на сайте), а также контактами организации.
А также «Детские деревни SOS» поддерживают более 90 корпоративных компаний-партнёров. Информация о всех вариантах помощи детям и семьям представлена на сайте SOS-DD.RU.

## Партнёры
За 30 лет работы благотворительной организации «Детские деревни SOS» её программную деятельность поддержали более 400 компаний. Ключевые корпоративные партнёры на текущий момент: Газпромбанк, СИБУР и Формула хороших дел, SPLAT Global, X5 Group и корпоративный благотворительный фонд Х5 «Выручаем», Лаборатория Касперского, Вкусвилл, ООО «Гиперглобус», ГК «Герофарм», Росгосстрах, Благотворительный фонд им. В.И. Жилина «Виктор». А также организацию поддерживают Андрей Сергеевич Аршавин и Татьяна Ивановна Аршавина, Национальная Медиа Группа, агентство маркетинговых коммуникаций emg, креативное коммуникационное агентство Socialist и другие.
Благотворительная организация «Детские деревни SOS» является грантополучателем Фонда президентских грантов, Благотворительного фонда Владимира Потанина, Благотворительного фонда «ВТБ-Страна», Благотворительной программы Норникель «Мир новых возможностей», Благотворительного фонда «Абсолют-Помощь».
Организация «Детские деревни SOS» представлена на платформах СберВместе, Mos.ru, социального проекта «Помощь рядом» Яндекса, VK Добро, в мобильном приложении Tooba.

## Руководство
Конференция — высший орган управления организацией, проходит не менее одного раза в год.
Правление — постоянно действующий коллегиальный орган управления, действует на добровольческой основе.
Члены правления «Детских деревень SOS»:
- Президент Российского Комитета «Детские деревни SOS» – Баранников Михаил Николаевич, главный редактор газеты «Пионерская правда»
- Член Союза переводчиков России – Белосельский Дмитрий Борисович
- Директор проектов Агентства стратегических инициатив – Воронин Филипп Игоревич
- Первый проректор и член ученого совета НИУ ВШЭ – Якобсон Лев Ильич

Исполнительный директор — единоличный исполнительный орган управления организации.
Исполнительный директор – Слабжанин Николай Юрьевич.

## Награды
2024 год:
- Исполнительный директор Николай Слабжанин стал лауреатом Государственной премии Российской Федерации за выдающиеся достижения в области благотворительной деятельности за 2023 год.
- Социальная кампания «Самое главное слово» была отмечена «бронзой» в трёх номинациях на одном из крупнейших фестивалей рекламы и маркетинговых коммуникаций – SILVER MERCURY:
  - «Лучшая стратегия некоммерческой организации»;
  - «Прорыв малобюджетного проекта»;
  - «Лучшая маркетинговая кампания для некоммерческой организации».
- Социальная кампания «Самое главное слово» стала золотым призёром «Национальной премии бизнес-коммуникаций. Эффективность» в номинации «Лучшая маркетинговая кампания»
- Годовой отчёт «Детских деревень SOS» за 2022 год получил Золотой стандарт в конкурсе годовых отчетов «Точка отсчета», который проводит Форум доноров.

2023 год:
- Годовой отчёт «Детских деревень SOS» за 2021 год получил Золотой стандарт в конкурсе годовых отчетов «Точка отсчета».
- Обладатель Премии «Золотая Шишка», проводимой благотворительным фондом «Большая перемена» за открытие Целевого капитала (эндаумента).

2022 год:
- Социальная кампания «Говорящие предметы» стала победителем SILVER MERCURY, получив «золото» сразу в двух номинациях: «Лучшая креативная кампания для некоммерческой организации или государственного учреждения»; «Лучшая ивент-маркетинговая кампания для некоммерческой организации или государственного учреждения».
- Проект «Говорящие предметы» завоевал серебро в престижной международной премии в области маркетинга Effie Russia в номинации «НКО: благотворительные организации».
- Социальная кампания «Говорящие предметы» стала победителем конкурса «Реклама будущего» в номинации «Кампании».
- «Детские деревни SOS» вошли в рейтинг российских работодателей РБК. По версии РБК, «Детские деревни SOS» находятся на 31 месте из 82 российских компаний. В этом списке представлены как коммерческие компании, так и некоммерческие.
- «Детские деревни SOS» вошли в рейтинг благотворительных фандрайзинговых фондов «Русфонд.Навигатор» Российского фонда помощи (Русфонда). По мнению авторов исследования, «Детские деревни SOS» входят в 30-ку российских благотворительных организаций, которые были зарегистрированы в 1990-х и продолжают работать сейчас, а также в сотню крупнейших отечественных фандрайзинговых организаций России.[28]
- «Детские деревни SOS» вошли в топ-10 организаций, которые помогают детям. Автор и оператор рэнкинга – фонд «Социальный навигатор», представил результаты анализа и оценки благотворительных организаций России за 2021 год.
- По данным рейтингового агентства RAEX («РАЭКС-Аналитика») «Детские деревни SOS» занимают 38 место в Рейтинге фандрайзинговых благотворительных НКО по уровню партнерского потенциала[29]

2021 год:
- Обладатель Премии «Золотая Шишка», проводимой благотворительным фондом «Большая перемена», в секции «Эндаументы в социальной сфере: во имя или вопреки» VIII международной научно-практической конференции «Социальное пространство: педагогическая поддержка субъектов образования»
- Финалист Премии Social Media 2021 для некоммерческих организаций г. Москвы, проводимой АБФ «Лицо нации», в направлении «Социальная реклама и продвижение в СМИ» в номинации «Лучшая визуализированная концепция рекламной кампании»

2020 год:
- Победитель в специальной номинации «Фандрайзинговый прорыв» за внедрение и развитие телефонного фандрайзинга организации в премии «Золотой кот 2020», которую проводит Ассоциация фандрайзеров
- Победитель премии «Золотой кот 2020» Ассоциации фандрайзеров в номинации «Лучшая фандрайзинговая кампания» за кампанию «Добру нельзя на карантин».
- По данным рейтингового агентства RAEX («РАЭКС-Аналитика») «Детские деревни SOS» занимают 10 место в рэнкинге «Топ-20 фандрайзинговых благотворительных НКО по группе показателей «Масштаб деятельности» (2020—2022 гг.)
- По данным RAEX, «Детские деревни SOS» занимают 20 место в рэнкинге «Топ-20 благотворительных фандрайзинговых НКО, специализирующихся на поддержке и адаптации социально уязвимых групп граждан, по уровню партнерского потенциала» (2020—2022 гг.)[29]

2018 год:
- Годовой отчёт «Детских деревень SOS» за 2017 год получил Серебряный стандарт в конкурсе годовых отчетов «Точка отсчета».
- Детская деревня SOS Кандалакша стала лауреатом регионального конкурса «Лучшие товары и услуги Мурманской области 2018 года» с услугой «Временное размещение детей по заявлению законных представителей в условиях максимально приближенных к семейным», а затем во Всероссийском конкурсе в рамках национальной программы продвижения лучших российских товаров и услуг для детей «Лучшее детям» вошла с данной услугой в число победителей и была награждена Знаком качества «Лучшее – детям».
- Социальный центр SOS Мурманск с услугой «Кратковременный присмотр и уход на дому за детьми-инвалидами и проведение мероприятий по социальной адаптации» стала победителем Всероссийского конкурса в рамках национальной программы продвижения лучших российских товаров и услуг для детей «Лучшее – детям» и получила Знак качества.

2017 год:
- Годовой отчёт «Детских деревень SOS» за 2016 год получил Серебряный стандарт в конкурсе годовых отчетов «Точка отсчета».